# أوسمار موليناس
أوسمار دي لا كروز موليناس غونزاليس (بالإسبانية: Osmar de la Cruz Molinas)‏ هو لاعب كرة قدم في باراغواي يلعب في المنتخب الوطني باراغواي . شارك منتخب بلاده في كوبا أمريكا 2015 المقامة في تشيلي .

## روابط خارجية
- أوسمار موليناس على موقع قاعدة بيانات كرة القدم.إي يو (الإنجليزية)
- أوسمار موليناس على موقع ناشيونال فوتبول تيمز (الإنجليزية)
- أوسمار موليناس على موقع Soccerway.com (الإنجليزية)
- أوسمار موليناس على موقع عالم كرة القدم.نت (الإنجليزية)
- أوسمار موليناس على موقع كووورة
- أوسمار موليناس على موقع AS.com (الإسبانية)